# Rizah Mešković
Rizah Mešković, né le 10 août 1947, est un footballeur bosnien. Il jouait au poste de gardien de but. Il fit partie de la sélection yougoslave lors de la Coupe du monde 1974 en Allemagne.
Il a joué 1 match pour l'équipe de Yougoslavie.

## Clubs
- FK Sloboda Tuzla (1969-1973)
- NK Hajduk Split (1973-1976)
- AZ Alkmaar (1976-1979)
- FK Sloboda Tuzla (1979-1981)